# IC 1218
IC 1218 је спирална галаксија у сазвјежђу Змај која се налази на листи објеката дубоког неба у Индекс каталогу.
Деклинација објекта је + 68° 12' 11" а ректасцензија 16h 16m 37,3s. Привидна величина (магнитуда) објекта IC 1218 износи 14,0 а фотографска магнитуда 14,9. IC 1218 је још познат и под ознакама MCG 11-20-11, CGCG 320-22, KAZ 69, PGC 57699.